# Seth Wescott
Seth Benjamin Wescott (Durham, 28 de junho de 1976) é um snowboarder estadunidense, duas vezes campeão olímpico. É considerado um dos maiores snowboarders de todos os tempos.[carece de fontes?]
Dentre os principais títulos conquistados por Wescott estão as duas medalhas de ouro em Jogos Olímpicos (em Turim 2006 e Vancouver 2010), as nove conquistadas nos Winter X Games, sendo dois ouros, quatro pratas e três bronzes, além do título no Mundial de Snowboard Cross, onde ainda obteve três vice-campeonatos.